# Dietelia emasculata
Dietelia emasculata är en svampart som först beskrevs av Arthur & Cummins, och fick sitt nu gällande namn av Buriticá & J.F. Hennen 1980. Dietelia emasculata ingår i släktet Dietelia och familjen Pucciniosiraceae.   Inga underarter finns listade i Catalogue of Life.